# 食堂自動車

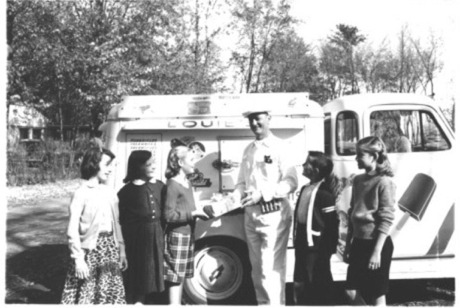
アメリカの氷菓子売りの食堂自動車

食堂自動車（しょくどうじどうしゃ、英語: Food cart）は、特種用途自動車のうち食堂車と例示されるもので、鉄道の食堂車と区分するため、項目名を食堂自動車とする。一般的には「食品調理加工販売車」、「フードトラック」などと呼ばれる。

## 日本での様態
バスやトラックなどの内部や荷台部分を架装し、加熱装置・流し台などの厨房設備を備えて調理作業ができる状態としたものであり、飲食のための客席を設けていることが必要である。客席を設けていない車両は、キッチンカー、ケータリングカー、カフェカー、移動販売車と呼ばれることが多い。
移動販売として加工済み食品を売るだけではなく、車内で「食品の加工」が行われることとなり、飲食店として保健所の許可が必要と考えられる。架装の段階で厨房設備を組み込むため、車両は特種用途車両となり、ナンバープレートは8ナンバーであることがほとんどである。また、事業者や従業員の負担を減らすため、普通免許で運転できる寸法と総重量とする場合が多い。
すでに店舗を持っている事業者が宣伝のために移動販売を行う場合、時期によって集客状況の変動が大きい場合、店舗のない場所での出店や、新商品の可能性を探る場合などに移動販売が利用される。
許可の関係で建築物を立てにくい場所であっても、道路の一部を占有して、例えばタクシードライバーのための食堂設備として営業していることもある。毎日自走して移動するものもあれば、電気も引き込み車両登録も抹消したものもあると思われる。都心の時間貸しの駐車場で、メロンパンを焼いたり、コーヒーを提供するカフェカーも見られる。冬はスキー場、夏は海水浴場で飲食店を展開するため、トレーラーに厨房を組み込んだ事業が行われたこともあった。

## 様態の例示
- ケンタッキーフライドチキンの移動バス

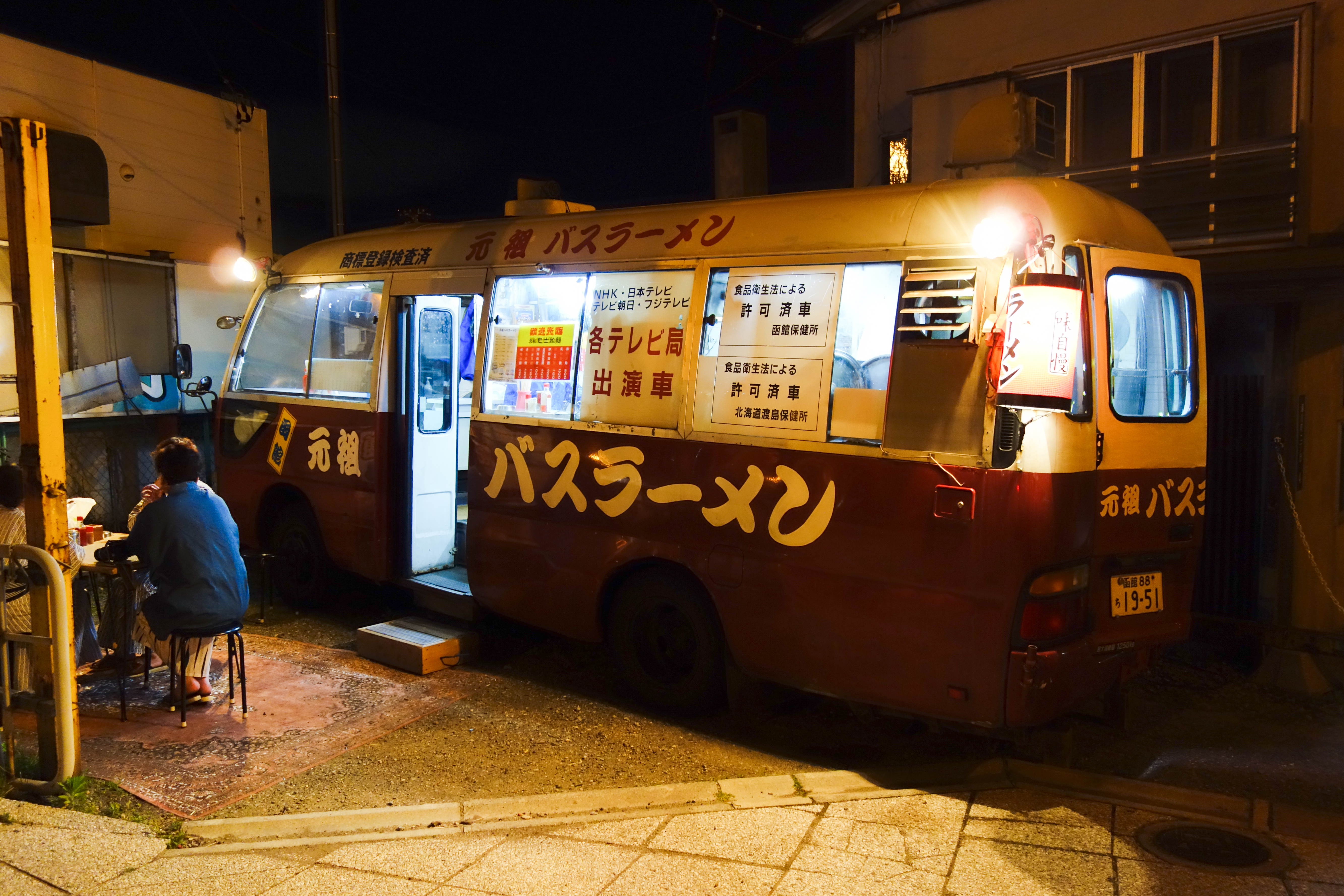
バスラーメン

- トレーラーのうどん屋（実験のみで現存しない？、グルメ杵屋）
- バスラーメン（全国各地）

以下のものや、パンを焼くだけのものは、特種自動車であるとすれば「加工車」と分類されると思われる。
- コーヒーショップ
- オフィス街におけるランチ販売車（カレーライスやオムライスなど）
- 2016年4月30日、WILLER ALLIANCEがレストランバス（世界初の本格的なバスの食堂車）が運行開始。